# Geositta poeciloptera
A Geositta poeciloptera a madarak (Aves) osztályának verébalakúak (Passeriformes) rendjébe és a fazekasmadár-félék (Furnariidae) családjába tartozó faj.

## Rendszerezése
A fajt Maximilian zu Wied-Neuwied német herceg, felfedező és természettudós írta le 1830-ban, az Anthus nembe  Anthus poecilopterus néven, Sorolták a  Geobates nembe Geobates poecilopterus néven is, innen helyezték jelenlegi nemébe.

## Előfordulása
Dél-Amerikában, Brazília és Bolívia területén honos, Paraguayból valószínűleg kihalt. A természetes élőhelye szubtrópusi és  trópusi száraz legelők és szavannák.

## Megjelenése
Átlagos 12 centiméter, testtömege 17-19 gramm.

## Életmódja
Ízeltlábúakkal táplálkozik.

## Természetvédelmi helyzete
Nagy az elterjedési területe, gyors népességcsökkenés után egyedszáma növekvő. A Természetvédelmi Világszövetség Vörös listáján sebezhető kategóriában szerepel a faj.

## Külső hivatkozások
- Képek az interneten a fajról
- Xeno-canto.org - a faj hangja és elterjedési területe